# Jezabel
Jezabel (også stavet Jezebel, Jisebel og Isebel) var i jødisk mytologi en magtsyg og umoralsk herskerinde. Hun var gift med Kong Akab af Israel, og levede i midten af 800-tallet f.Kr.

## I religion og mytologi
Jezabel var en fønikisk kongedatter, der bragte sine guder med sig fra Fønikien og forsøgte af påtvinge det hebraiske folk at dyrke disse. Den israelske kong Akab (Første Kongebog 16:31) giftede sig med hende, antageligt af politiske grunde, og gjorde hende dermed til dronning i det nordlige ti-stammede Israel.
Hun besad en stærk personlighed og var fanatisk hengivet til sine forfædres fønikiske religion. Derfor formåede hun at få sin mand Akab til at opføre et tempel for Baal i Samaria, og fik endda rejst en Ashera-pæl (en slags fallossymbol). Hun gjorde alt for at udrydde det israelske folks tro på Gud og erstatte det med Baal-tilbedelse (Første Kongebog 18:13, 19:14 og Anden Kongebog 9:7). Biblen beretter, at hun fik indført Baal-tilbedelse ved lov, og endda fik sin mand til at antage religionen.
Jezabel var imidlertid ikke tilfreds med, at kongen blot gav sin officielle anerkendelse til Baals-dyrkelsen, og besluttede sig derfor til helt at komme den israelske gudsdyrkelse til livs. Derfor beordrede hun alle guds profeter henrettet. Ifølge biblen beordrede gud dog profeten Elias til at flygte over Jordanfloden, og yderligere hundrede andre profeter til at gemme sig i huler. På et senere tidspunkt måtte Elias atter flygte, da Jezabel igen tilstræbte hans død.
Med tiden havde Jezabel angiveligt samlet sig hele 850 afgudsprofeter, som hun lod hoffet forsørge. Ifølge biblen bar deres arbejde frugt, og til sidst var kun et par tusinde mennesker tilbage i landet, som var trofaste mod den israelitiske gud.
Jezabel havde en stærk indflydelse på landets ledelse, og somme tider lod kong Akab hende regere det som hun ville.
Et eksempel på hendes ageren findes i biblens beretning om hvordan en israelit ved navn Nabot afslog at lade kongen købe den vingård han var arving til, som lå som nabo til kongens hus. Jezabel erklærede selvsikkert, at hun ville ordne det sådan, at hendes mand alligevel fik vingården. Hun skrev breve i Akabs navn, forseglede dem med hans personlige segl, og beordrede de fornemmeste mænd i Nabots hjemby til at beskylde ham for blasfemi og siden til at stene ham. Mændene adlød ordren, og kong Akab tog gården i besiddelse og omdannede den til en køkkenhave.
Med tiden døde kong Akab, og hans sønner overtog magten i Israel. Jezabel fortsatte med at udøve sin magt over israelitterne og fik endda indflydelse på jøderne; idet hendes datter, Atalja, havde giftet sig med jødernes konge, og fortsatte med at påvirke sin mand, og siden sin søn, i Jezabels ånd.
Profeten Elias sagde at hun ville mærke Guds dom (Anden Kongebog 9:30-37). Da Jehu holdt sit indtog i byen Jizre'el efter at have dræbt både den Israelitiske konge (Akabs søn Joram) i det nordlige Israels kongerige og den jødiske konge i det sydlige Juda (Ahazja), kastede han Jezabel gennem et af slottets vinduer. Hendes blod stænkede på murene og hestene, og ådselsædende hunde fortærede det meste af hendes krop.